# Vejen Kunstmuseum
Vejen Kunstmuseum er et statsanerkendt kunstmuseum beliggende i byen Vejen, mellem Kolding og Esbjerg. Vejen Kunstmuseum huser en enestående samling af dansk symbolisme fra perioden omkring det 19. århundredes slutning.
Vejen Kunstmuseum erhverver, forsker i, udstiller og formidler dansk kunst fra 1880'erne til i dag med hovedvægt på tiden omkring 1900. Vejen Kunstmuseum perspektiverer den danske symbolisme, og i særdeleshed kunstneren Niels Hansen Jacobsen (1861-1941) og hans to virkefelter; skulptur og keramik - med vinkler ud til hans europæiske samtidige. Indenfor keramikken arbejder Vejen Kunstmuseum med dansk og udenlandsk (særlig fransk) keramik fra tiden 1880 til i dag med hovedvægten på tiden omkring 1900.

## Historie
Museums- og Kunstforeningen for Vejen og Omegn blev stiftet i 1905 med det formål at få rejst museet som ramme om billedhuggeren og keramikeren Niels Hansen Jacobsens (1861-1941) livsværk. Museet i Østergade er tegnet af den lokale bygmester, Niels Ebbesen Grue (1879-1937) og blev opført fra 1923-24. Indvielsen fandt sted i sommeren 1924. Museet er udvidet flere gange.

### Samling
Museet udstiller hovedværker af Niels Hansens Jacobsen (keramik og skulptur), samt en samling af hovedværker af hans bekendte som tegneren og maleren Jens Lund, malerne Ejnar Nielsen, Axel Hou, Anna E. Munch, og mange andre. Derudover har museet bl.a. en stor samling værker af den danske kunstner og illustrator Ingrid Vang Nyman, som bedst er kendt fra sine illustrationer af Astrid Lindgrens Pippi Langstrømpebøger. Denne samling på over 250 værker rummer keramik, malerier, skitser og arbejder på papir.

### Bygningshistorie
Den oprindelige museumsbygning er tegnet af den lokale bygmester, Niels Ebbesen Grue (1879-1937). Den symmetriske museumsbygning bestod midtfor af en ottekantet kuppelsal - Skulptursalen, som var det egentlige museum. Mod nord og syd flankeredes midtersalen af henholdsvis Niels Hansen Jacobsens privatbolig og hans atelier. Museet er udvidet flere gange, første gang i 1938. Det gjorde man ved sten for sten at flytte Niels Hansen Jacobsen atelierbygning fra Skibelund Krat og genopføre den i forlængelse af den sydlige atelierfløj. Skibelund-atelieret (i dag Skibelundsalen) kom således til at fungere som billedhuggerens atelier frem til hans død i 1941.
I 1959 tog museumsbestyrelsen det første skridt til endnu en udvidelse af museet. Man henvendte sig til arkitekterne Jørgen Bo og Vilhelm Wohlert, som netop i 1958 havde afsluttet opførelsen af kunstmuseet Louisiana. Man bad dem tegne en plan for en helt ny fløj, som skulle indeholde museets moderne kunstsamling. Arkitekt Jørgen Bo tegnede i 1960 to forskellige forslag, som aldrig blev realiseret da der ikke var økonomi til det.
I 1971 får man mulighed for at inddrage en tidligere biblioteksbygning, der i 1940 stod færdigt som et topmoderne byggeri på Museumspladsen. Forudsætningen var, at der blev opført en forbindelsesgang fra den gamle museumsbygning. Denne plan kunne med kommuneingeniørens hjælp ganske billigt føres ud i livet. I 1973 godkendtes planerne for en forbindelsesgang mellem museet og den gamle biblioteksbygning. Gallerigangen, som den er kommet til at hedde, blev indviet i 1975. Inspireret af Louisianas bygninger samt Bo & Wohlerts tidligere udkast til udvidelser af Vejen Kunstmuseum tegnede kommunens ingeniør en lang, lav glasgang med udsyn til Museumspladsen.
Gallerigangen blev opført med det formål at inddrage hele den gamle biblioteksbygning. I første fase fik man dog kun overdraget det østlige kælderrum (oprindelig avislæsesal) til magasin. I 1983 og 1998 udvider man med dele af biblioteksbygningen og i 1999 bliver hele bygningen en del af museet.

### Vejen Billedskole
I 2005 oprettes der en billedskole på museet. Billedskolen fik indledningsvis til huse på et råt renoveret pulterkammerloft på etagen over museets særudstillingssale. 2010-11 gennemgår billedskolens lokaler en gennemgribende renovering og kunstneratelieret på loftet over særudstillingssalene udgør i dag – en inspirerende ramme om børn, unges og voksnes kreative udfoldelser.
I Vejen Billedskoles undervisningsuger er der i gennemsnit 70 elever på de mange forskellige hold.
- Den centrale skulptursal 2020